# يوليان شيبر
يوليان تشيبر (بالألمانية: Julian Schieber)‏ (مواليد 13 فبراير 1989 في باكنانغ - ألمانيا الغربية) لاعب كرة قدم ألماني يلعب حالياً لصالح نادي الدرجة الأولى نادي هيرتا برلين الألماني منذ 2014 في مركز المهاجم .

## روابط خارجية
- يوليان شيبر على موقع قاعدة بيانات كرة القدم.إي يو (الإنجليزية)
- يوليان شيبر على موقع بيانات كرة القدم. دي إي (الألمانية)
- يوليان شيبر على موقع Soccerway.com (الإنجليزية)
- يوليان شيبر على موقع عالم كرة القدم.نت (الإنجليزية)
- يوليان شيبر على موقع كووورة
- يوليان شيبر على موقع AS.com (الإسبانية)